# جيم كاري (لاعب هوكي الجليد)
جيم كاري (بالإنجليزية: Jim Carey)‏ هو لاعب هوكي الجليد أمريكي، ولد في 31 مايو 1974 في دورشستر ‏ في الولايات المتحدة.

## وصلات خارجية
- جيم كاري على موقع دوري الهوكي الوطني (الإنجليزية)
- جيم كاري على موقع قاعة مشاهير الهوكي (لاعب أن.إتش.أل) (الإنجليزية)
- جيم كاري على موقع EliteProspects.com (الإنجليزية)
- جيم كاري على موقع HockeyDB.com (الإنجليزية)
- جيم كاري على موقع Hockey-Reference.com (الإنجليزية)